# Nick Lees
Nick Lees (23 gennaio 1958) è un ex maratoneta ed ex mezzofondista britannico.

## Palmarès
| Anno                                | Manifestazione    | Sede       | Evento         | Risultato | Prestazione | Note |
| ----------------------------------- | ----------------- | ---------- | -------------- | --------- | ----------- | ---- |
| In rappresentanza del Regno Unito   |                   |            |                |           |             |      |
| 1977                                | Europei juniores  | Donec'k    | 5000 m piani   | Bronzo    | 13'53"3     |      |
| In rappresentanza dell' Inghilterra |                   |            |                |           |             |      |
| 1976                                | Mondiali di cross | Chepstow   | Corsa U20      | 7º        | 24'42"      |      |
| 1976                                | Mondiali di cross | Chepstow   | A squadre      | Bronzo    | 91 p.       |      |
| 1977                                | Mondiali di cross | Düsseldorf | Corsa U20      | 6º        | 23'48"      |      |
| 1977                                | Mondiali di cross | Düsseldorf | A squadre      | 4º        | 80 p.       |      |
| 1979                                | Mondiali di cross | Limerick   | Corsa seniores | 33º       | 38'42"      |      |
| 1979                                | Mondiali di cross | Limerick   | A squadre      | Oro       | 119 p.      |      |
| 1980                                | Mondiali di cross | Parigi     | Corsa seniores | 19º       | 37'44"      |      |
| 1980                                | Mondiali di cross | Parigi     | A squadre      | Oro       | 100 p.      |      |

## Campionati nazionali
1975
- 6º ai campionati britannici di corsa campestre - 23'28"

1976
- Bronzo ai campionati inglesi juniores di corsa campestre - 30'44"

1977
- Oro ai campionati britannici juniores, 5000 m piani - 14'01"0
- Argento ai campionati inglesi juniores di corsa campestre - 30'41"

1979
- 10º ai campionati britannici di corsa campestre - 48'11"

## Altre competizioni internazionali[1]
1980
- Argento al Cross Internacional de San Sebastián ( San Sebastián) - 31'12"

1985
- 44º alla Maratona di Londra ( Londra) - 2h19'05"